# Cabrespine
Pour l’article homonyme, voir Cabrespine (Cantal).
Cabrespine  est une commune française située dans le Nord du département de l'Aude, en région Occitanie.
Sur le plan historique et culturel, la commune fait partie de la Montagne Noire, un massif montagneux constituant le rebord méridional du Massif central. Exposée à un climat méditerranéen, elle est drainée par la Clamoux, le ruisseau de Castanviels, le ruisseau d'Ourdivieille et par divers autres petits cours d'eau. La commune possède un patrimoine naturel remarquable : un site Natura 2000 (les gorges de la Clamoux), un espace protégé (la grotte du Gaougnas), son gouffre géant (grotte remarquable par ses dimensions) et six zones naturelles d'intérêt écologique, faunistique et floristique.
Cabrespine est une commune rurale qui compte 179 habitants en 2022, après avoir connu un pic de population de 943 habitants en 1821. Elle fait partie de l'aire d'attraction de Carcassonne. Ses habitants sont appelés les Cabrespinois ou  Cabrespinoises.

## Géographie

### Localisation
Cabrespine est un petit village près du parc naturel régional du Haut-Languedoc blotti au fond de la vallée de la Clamoux qui dévale du pic de Nore dans des gorges pittoresques et s’en va plein sud rejoindre l’Orbiel. Il se situe aux confins du Minervois et du Cabardès, entre plaine et Montagne noire.

### Communes limitrophes
| Pradelles-Cabardès       | Castans    | Lespinassière, Citou |
| Labastide-Esparbairenque | Cabrespine | Caunes-Minervois     |
| Fournes-Cabardès         | Trassanel  | Villeneuve-Minervois |

### Géologie et relief
Cabrespine se situe en zone de sismicité 1 (sismicité très faible).

### Hydrographie
La commune est dans la région hydrographique « Côtiers méditerranéens », au sein du bassin hydrographique Rhône-Méditerranée-Corse. Elle est drainée par la Clamoux, le ruisseau de Castanviels, le ruisseau d'Ourdivieille, le ruisseau de Belle Bruyère, le ruisseau de Calvairac, le ruisseau de Ganganel, le ruisseau de la Combe, le ruisseau de la Condomine, le ruisseau de la Grave, le ruisseau de Mulet et le ruisseau de Serremijeanne, constituant un réseau hydrographique de 22 km de longueur totale,.
La Clamoux, d'une longueur totale de 32,3 km, prend sa source dans la commune de Castans et s'écoule vers le sud. Elle traverse la commune et se jette dans l'Orbiel à Villalier, après avoir traversé 10 communes.

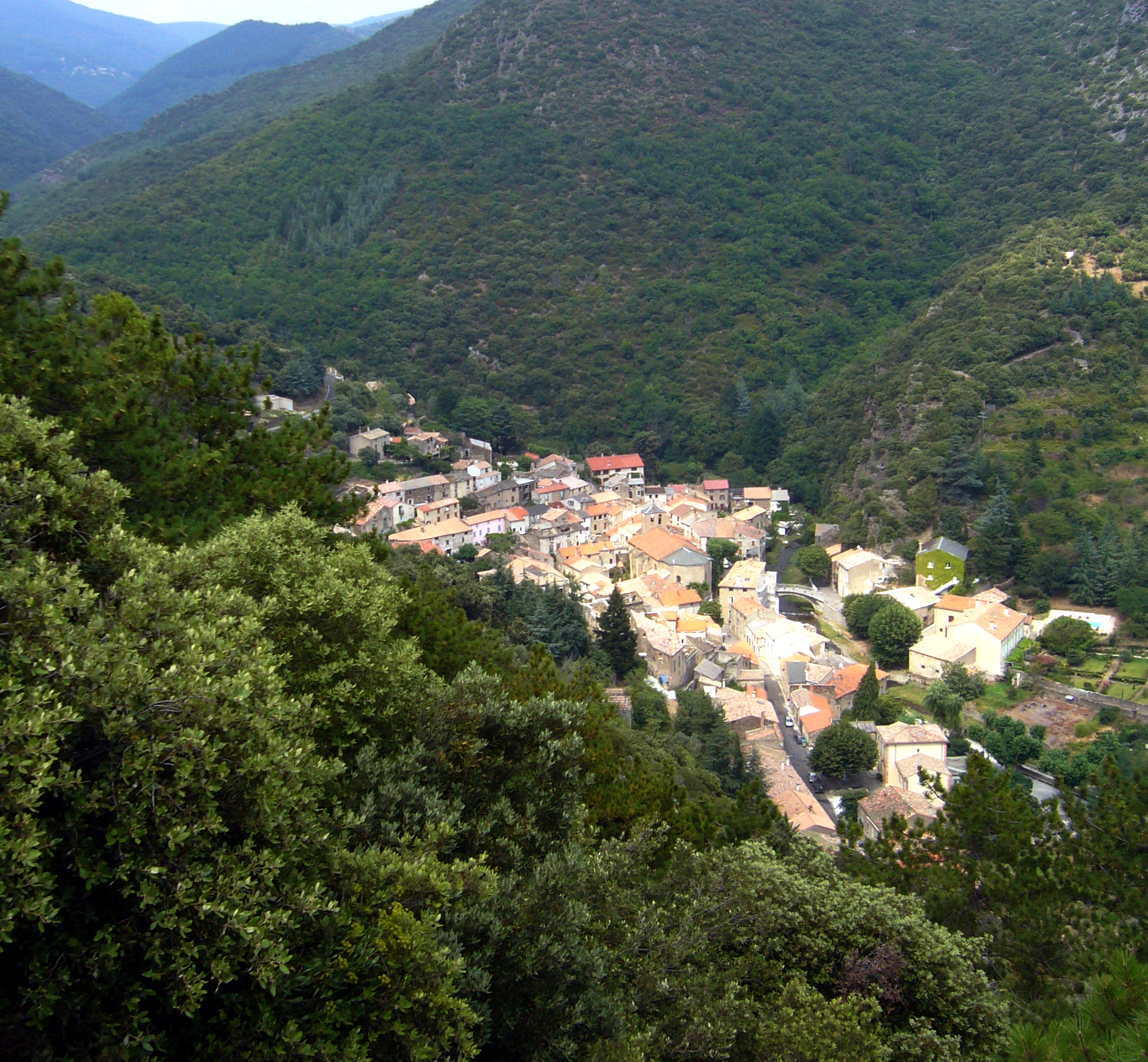
Etonnante origine de cette photo !
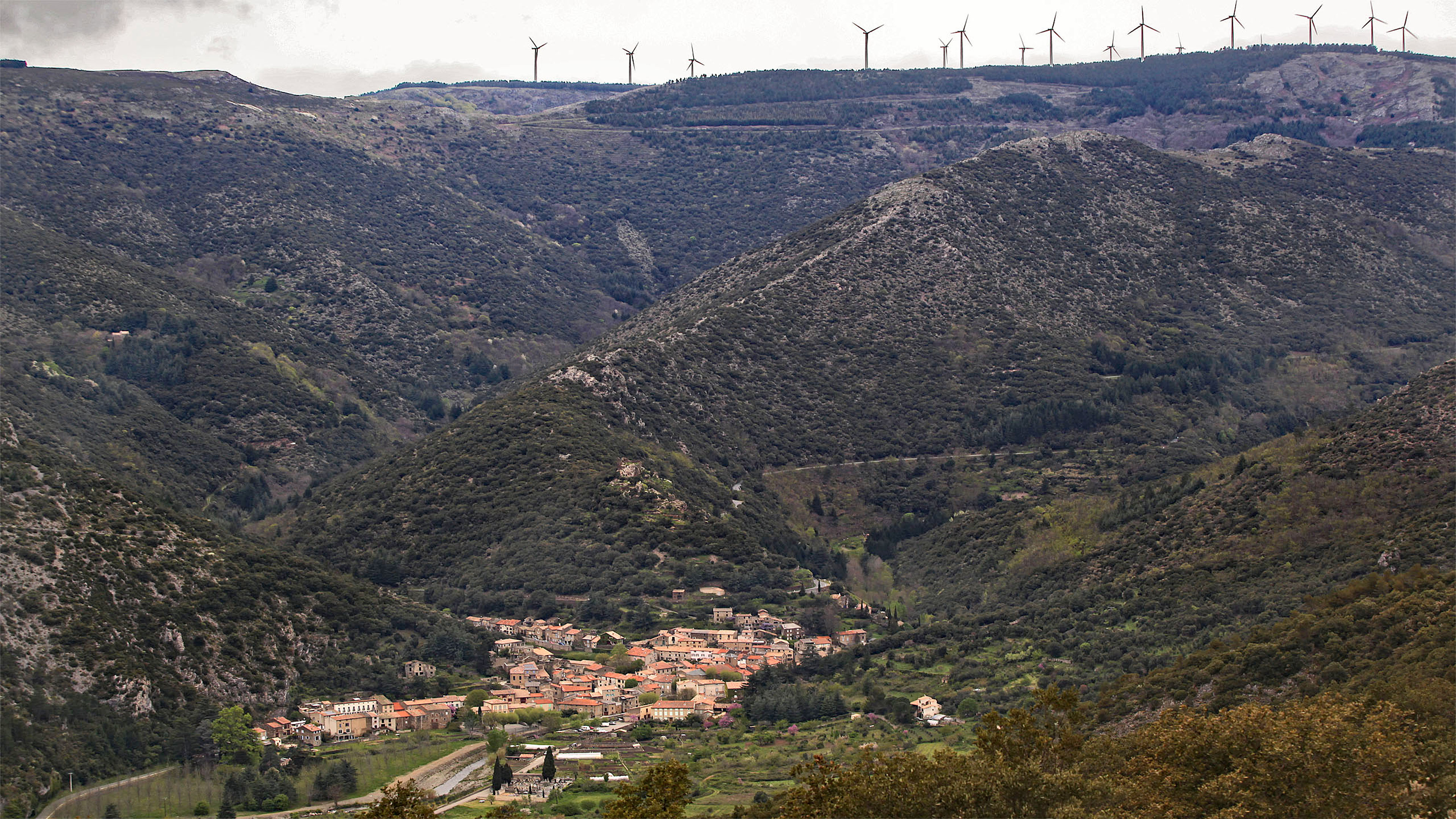
Vue vers le nord.
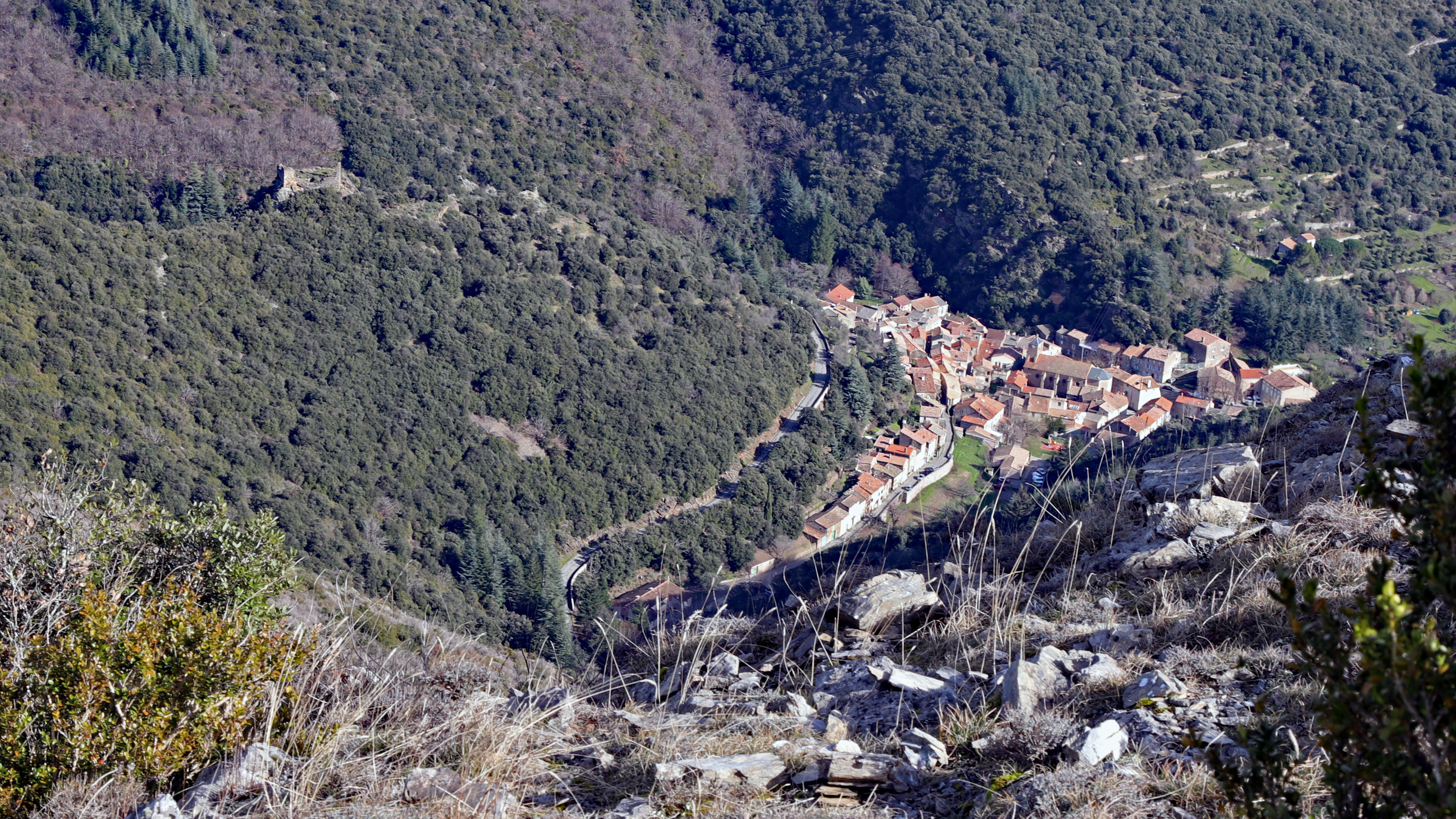
Vue depuis le roc de l'Aigle.
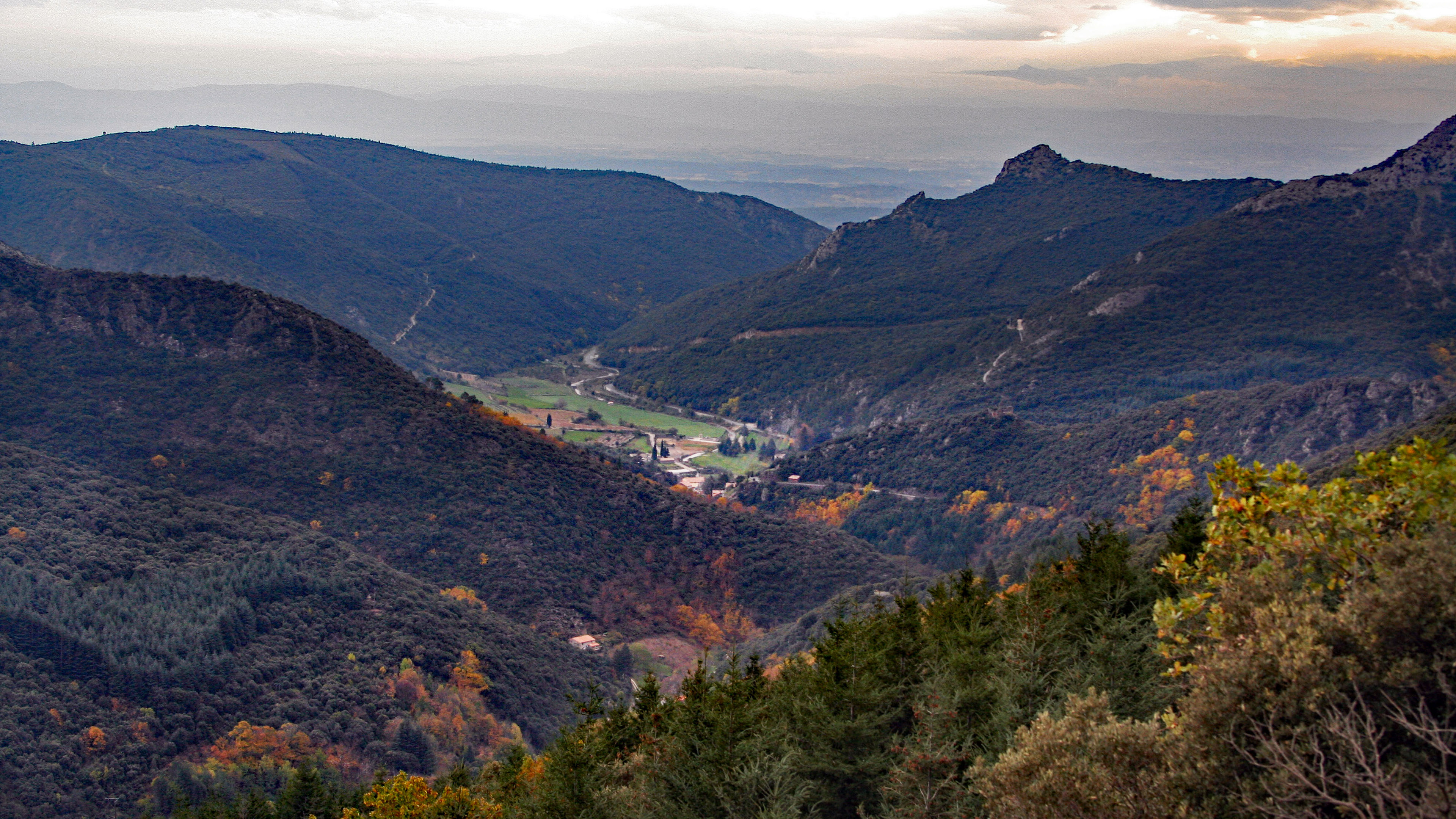
Au loin le roc de l'Aigle.

### Climat
Pour des articles plus généraux, voir Climat de l'Occitanie et Climat de l'Aude.
En 2010, le climat de la commune est de type climat méditerranéen altéré, selon une étude s'appuyant sur une série de données couvrant la période 1971-2000. En 2020, Météo-France publie une typologie des climats de la France métropolitaine dans laquelle la commune est dans une zone de transition entre le climat océanique altéré et le climat méditerranéen et est dans la région climatique Provence, Languedoc-Roussillon, caractérisée par une pluviométrie faible en été, un très bon ensoleillement (2 600 h/an), un été chaud (21,5 °C), un air très sec en été, sec en toutes saisons, des vents forts (fréquence de 40 à 50 % de vents > 5 m/s) et peu de brouillards.
Pour la période 1971-2000, la température annuelle moyenne est de 12,7 °C, avec une amplitude thermique annuelle de 15,1 °C. Le cumul annuel moyen de précipitations est de 1 141 mm, avec 10,6 jours de précipitations en janvier et 5,2 jours en juillet. Pour la période 1991-2020, la température moyenne annuelle observée sur la station météorologique la plus proche, située sur la commune de Caunes-Minervois à 7 km à vol d'oiseau, est de 13,9 °C et le cumul annuel moyen de précipitations est de 768,1 mm,. Pour l'avenir, les paramètres climatiques de la commune estimés pour 2050 selon différents scénarios d'émission de gaz à effet de serre sont consultables sur un site dédié publié par Météo-France en novembre 2022.

### Milieux naturels et biodiversité

#### Espaces protégés
La protection réglementaire est le mode d’intervention le plus fort pour préserver des espaces naturels remarquables et leur biodiversité associée,.
Un  espace protégé est présent sur la commune : la grotte du Gaougnas, objet d'un arrêté de protection de biotope, d'une superficie de 8,1 ha.

#### Réseau Natura 2000

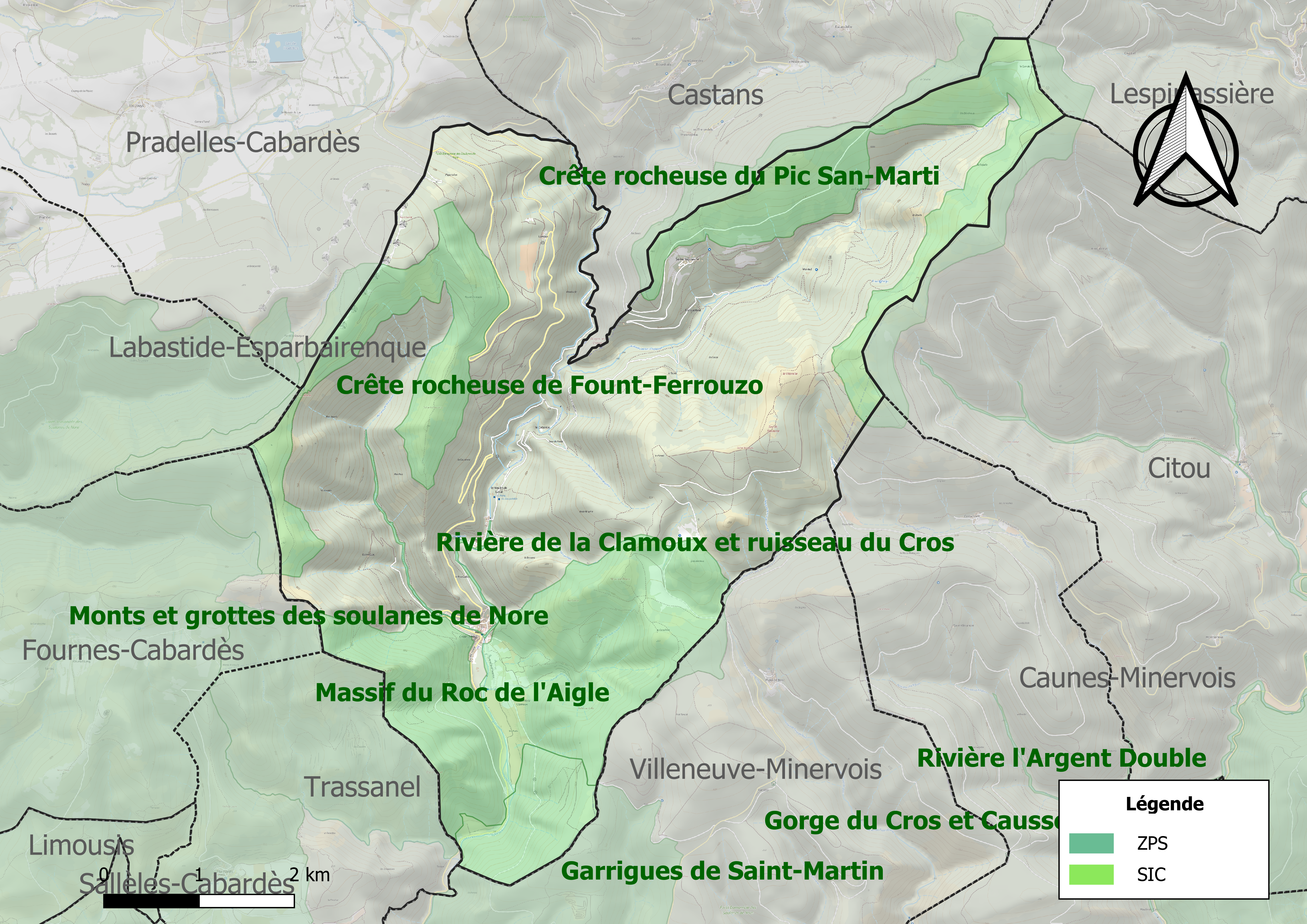
Site Natura 2000 sur le territoire communal.

Le réseau Natura 2000 est un réseau écologique européen de sites naturels d'intérêt écologique élaboré à partir des directives habitats et oiseaux, constitué de zones spéciales de conservation (ZSC) et de zones de protection spéciale (ZPS). Un site Natura 2000 a été défini sur la commune au titre de la directive habitats : les « gorges de la Clamoux », d'une superficie de 861 ha, abritent, à différentes étapes de leur cycle biologique, neuf des onze espèces de chauves-souris d'intérêt communautaire recensées dans le domaine méditerranéen.

#### Zones naturelles d'intérêt écologique, faunistique et floristique
L’inventaire des zones naturelles d'intérêt écologique, faunistique et floristique (ZNIEFF) a pour objectif de réaliser une couverture des zones les plus intéressantes sur le plan écologique, essentiellement dans la perspective d’améliorer la connaissance du patrimoine naturel national et de fournir aux différents décideurs un outil d’aide à la prise en compte de l’environnement dans l’aménagement du territoire. Cinq ZNIEFF de type 1 sont recensées sur la commune :
- la « crête rocheuse de Fount-Ferrouzo » (220 ha), couvrant 4 communes du département[20] ;
- la « crête rocheuse du Pic San-Marti » (293 ha), couvrant 5 communes du département[21] ;
- les « garrigues de Saint-Martin » (564 ha), couvrant 2 communes du département[22] ;
- le « massif du Roc de l'Aigle » (533 ha), couvrant 4 communes du département[23] ;
- la « rivière de la Clamoux et ruisseau du Cros » (5 ha)[24] ;

et une ZNIEFF de type 2, : les « crêtes et piémonts de la Montagne Noire » (27 188 ha), couvrant 26 communes dont 24 dans l'Aude et 2 dans l'Hérault.

Carte des ZNIEFF de type 1 et 2 à Cabrespine.
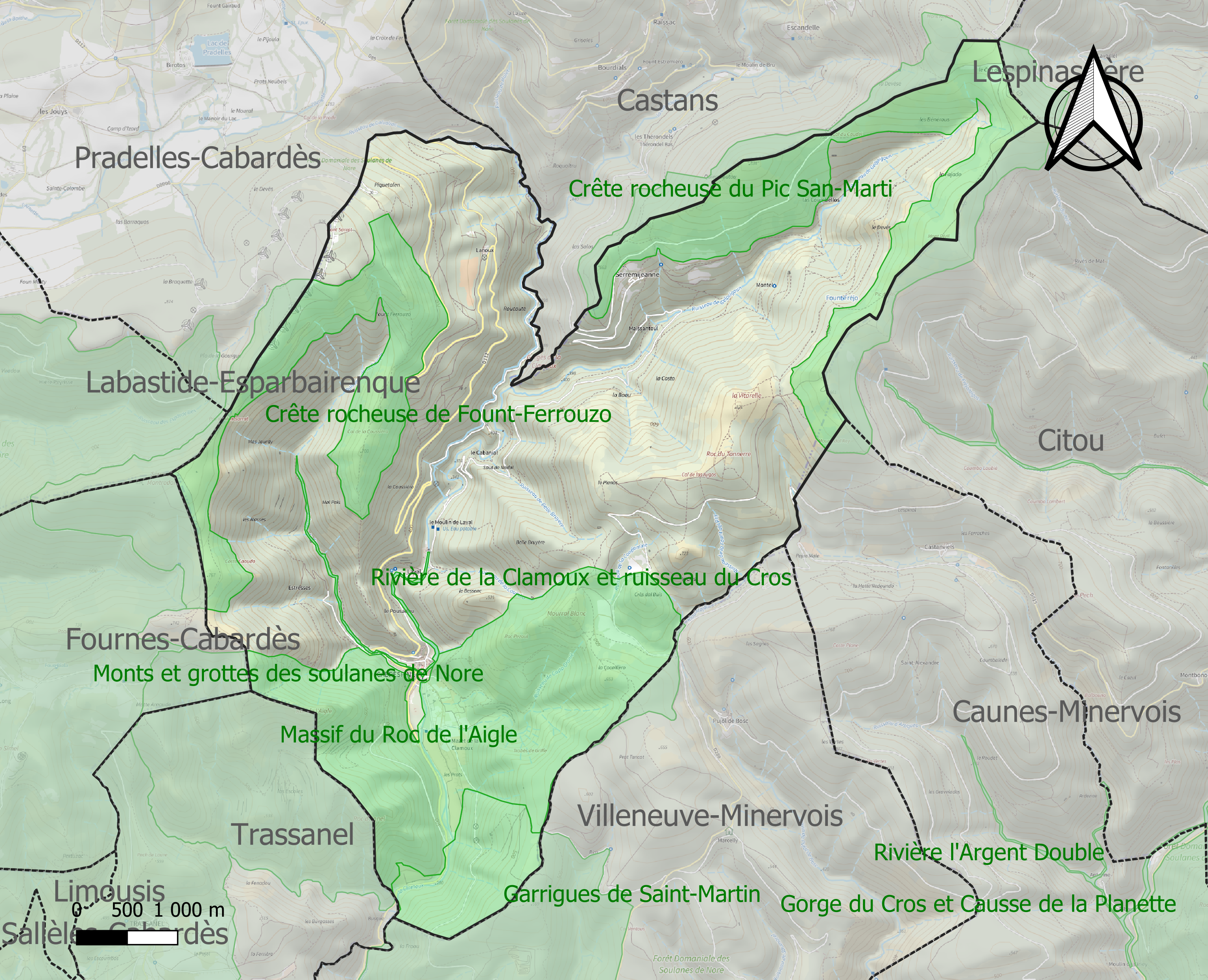
Carte des ZNIEFF de type 1 sur la commune.
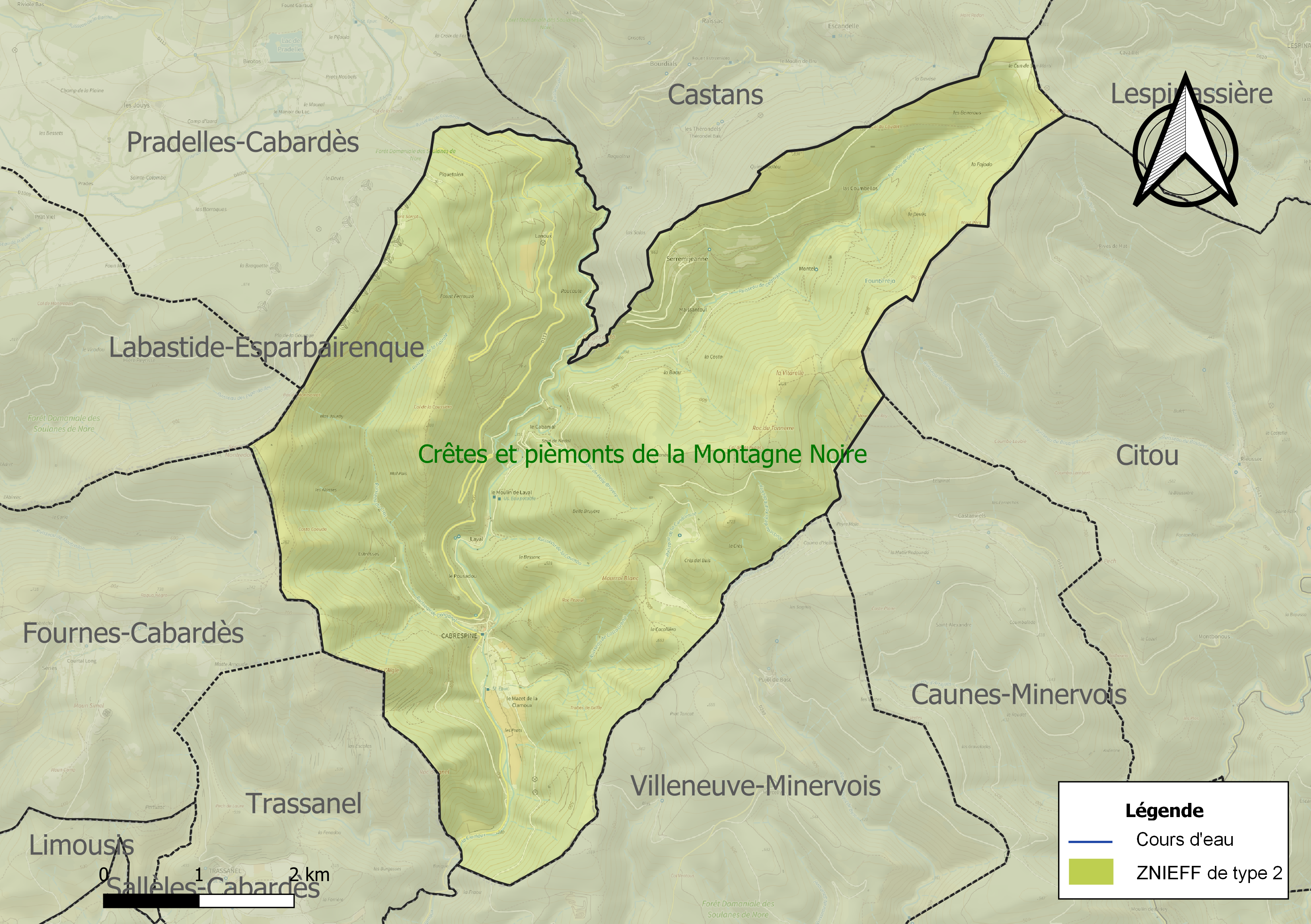
Carte de la ZNIEFF de type 2 sur la commune.

## Urbanisme

### Typologie
Au 1er janvier 2024, Cabrespine est catégorisée commune rurale à habitat dispersé, selon la nouvelle grille communale de densité à 7 niveaux définie par l'Insee en 2022.
Elle est située hors unité urbaine. Par ailleurs la commune fait partie de l'aire d'attraction de Carcassonne, dont elle est une commune de la couronne,. Cette aire, qui regroupe 115 communes, est catégorisée dans les aires de 50 000 à moins de 200 000 habitants,.

### Occupation des sols
L'occupation des sols de la commune, telle qu'elle ressort de la base de données européenne d’occupation biophysique des sols Corine Land Cover (CLC), est marquée par l'importance des forêts et milieux semi-naturels (95,7 % en 2018), une proportion identique à celle de 1990 (95,7 %). La répartition détaillée en 2018 est la suivante : 
forêts (52,5 %), milieux à végétation arbustive et/ou herbacée (40,2 %), espaces ouverts, sans ou avec peu de végétation (3,1 %), zones agricoles hétérogènes (2,9 %), prairies (1,4 %). L'évolution de l’occupation des sols de la commune et de ses infrastructures peut être observée sur les différentes représentations cartographiques du territoire : la carte de Cassini (XVIIIe siècle), la carte d'état-major (1820-1866) et les cartes ou photos aériennes de l'IGN pour la période actuelle (1950 à aujourd'hui).

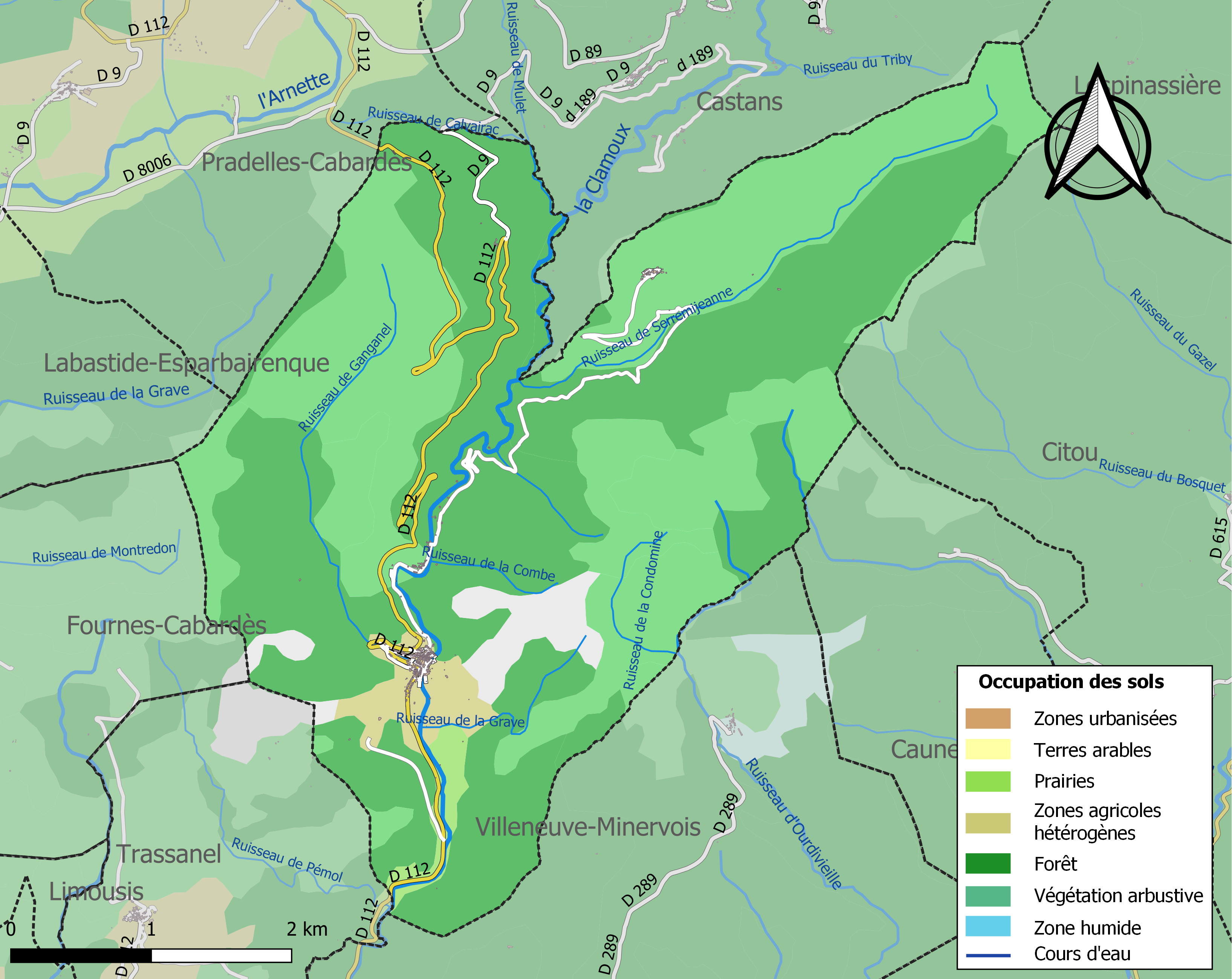
Carte des infrastructures et de l'occupation des sols de la commune en 2018 (CLC).

### Risques majeurs
Le territoire de la commune de Cabrespine est vulnérable à différents aléas naturels : météorologiques (tempête, orage, neige, grand froid, canicule ou sécheresse), inondations, feux de forêts et séisme (sismicité très faible). Il est également exposé à un risque particulier : le risque de radon. Un site publié par le BRGM permet d'évaluer simplement et rapidement les risques d'un bien localisé soit par son adresse soit par le numéro de sa parcelle.

#### Risques naturels
Certaines parties du territoire communal sont susceptibles d’être affectées par le risque d’inondation par débordement de cours d'eau, notamment la Clamoux. La commune a été reconnue en état de catastrophe naturelle au titre des dommages causés par les inondations et coulées de boue survenues en 1982, 1987, 1992, 1995, 1999, 2009, 2011, 2017 et 2018,.

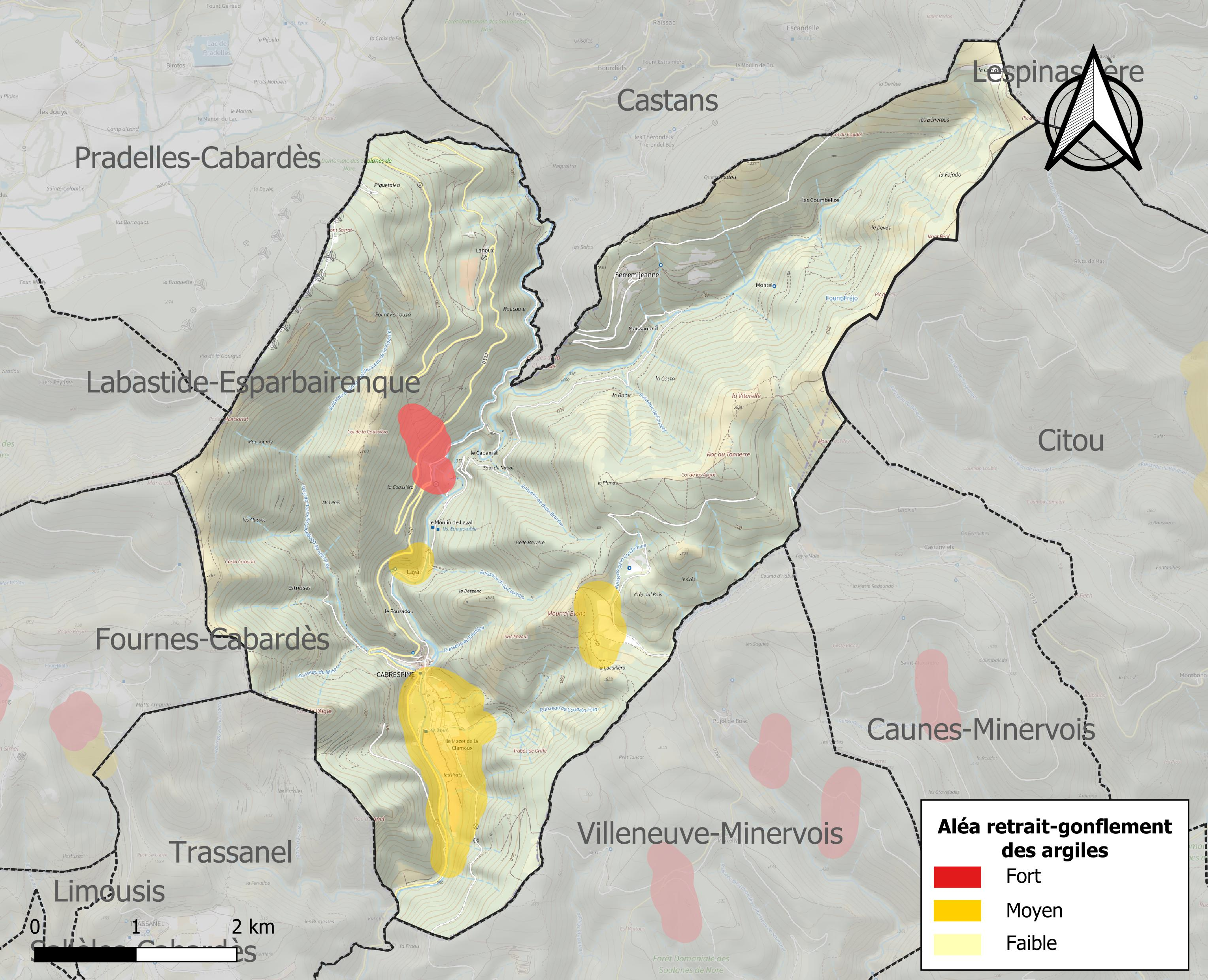
Carte des zones d'aléa retrait-gonflement des sols argileux de Cabrespine.

Le retrait-gonflement des sols argileux est susceptible d'engendrer des dommages importants aux bâtiments en cas d’alternance de périodes de sécheresse et de pluie. 6,1 % de la superficie communale est en aléa moyen ou fort (75,2 % au niveau départemental et 48,5 % au niveau national). Sur les 165 bâtiments dénombrés sur la commune en 2019, 73 sont en aléa moyen ou fort, soit 44 %, à comparer aux 94 % au niveau départemental et 54 % au niveau national. Une cartographie de l'exposition du territoire national au retrait gonflement des sols argileux est disponible sur le site du BRGM,.

#### Risque particulier
Dans plusieurs parties du territoire national, le radon, accumulé dans certains logements ou autres locaux, peut constituer une source significative d’exposition de la population aux rayonnements ionisants. Certaines communes du département sont concernées par le risque radon à un niveau plus ou moins élevé. Selon la classification de 2018, la commune de Cabrespine est classée en zone 2, à savoir zone à potentiel radon faible mais sur lesquelles des facteurs géologiques particuliers peuvent faciliter le transfert du radon vers les bâtiments.

## Histoire

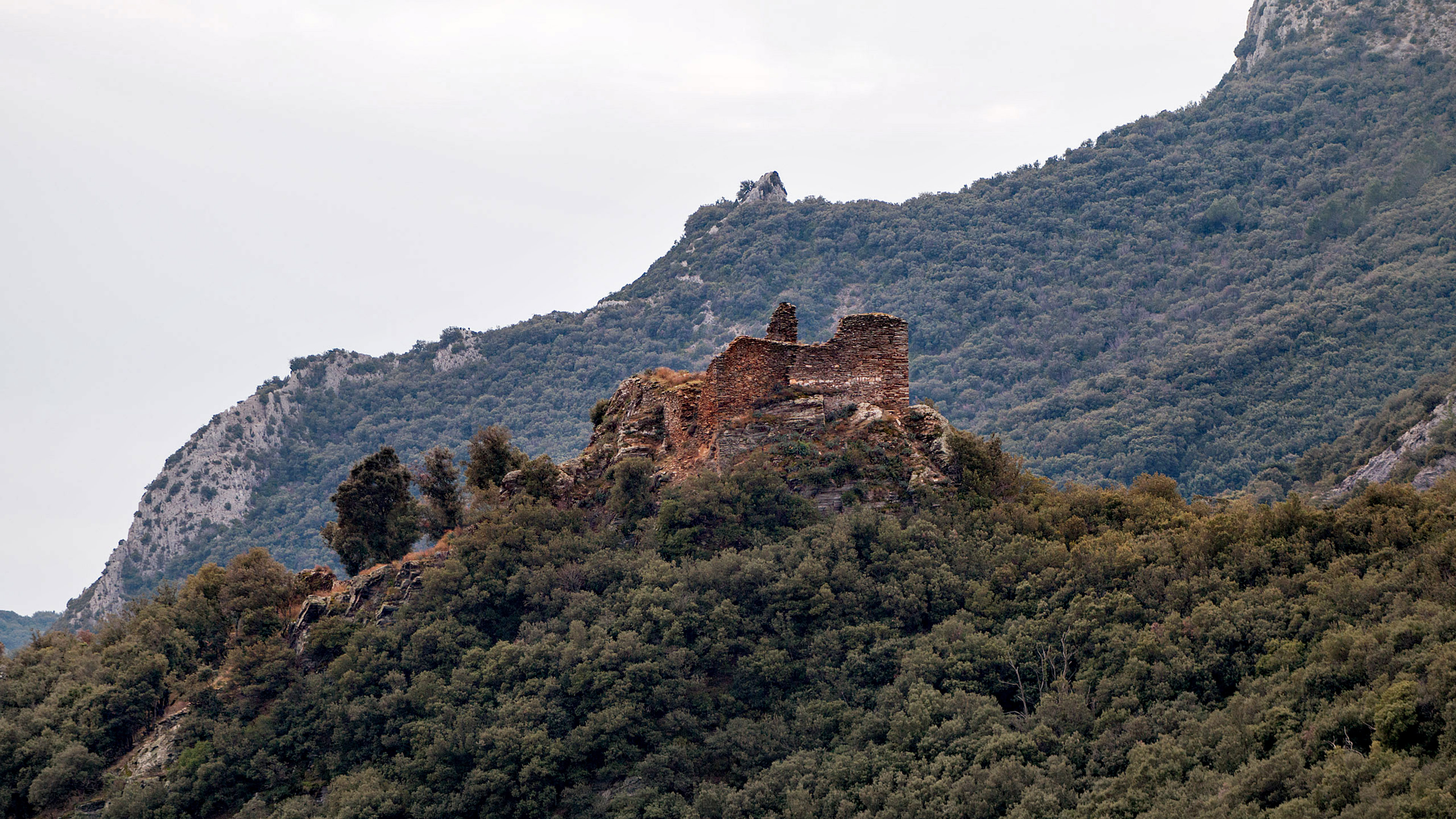
Le château de Cabrespine.

À l'époque de la conquête romaine, Cabrespine était doté de voies secondaires par rapport à la voie domitienne qui permettait l'exploitation des mines de fer. Elles ont été longtemps abandonnées puis re-exploitées au XIXe siècle. Il subsiste aujourd'hui des galeries et des mines stériles.
À l'époque carolingienne, il y avait deux églises. La chapelle Notre-Dame-de-la-Pitié, attenante au cimetière actuel, dont il ne reste plus qu'un mur et l'église Saint-Pierre. De l'église antique construite dans le style roman, il ne reste plus qu'une plaque de marbre blanc sculptée dans le style de l'époque mérovingienne exposée dans l'église actuelle bâtie sur le même emplacement en 1753.
Cabrespine de Caput Spina (tête d'épine) appartient à l'abbaye de Lagrasse depuis l'époque de Charlemagne jusqu'à la Révolution. En 814, une charte de Louis le Débonnaire mentionne la présence à Cabrespine d'une « Cellae », dépendance monastique servant à désencombrer l'abbaye de Lagrasse, et permettant la surveillance de l'exploitation du domaine par les quelques moines y résidant. Il n'en subsiste aujourd'hui que quelques ruines de moins en moins visibles.
Le château dont il ne reste que quelques ruines date de 1035, époque des Capétiens. À l'origine, il était garnison royale. En 1217, il a été donné à l'abbaye de Lagrasse par Simon de Montfort, en rémission de ses fautes. Revenu à la couronne royale vers 1327, il est tour à tour attaqué par les Huguenots puis repris par les catholiques en 1584.
Les habitants de Cabrespine vécurent pendant longtemps du travail de la terre. La vigne bien sûr mais aussi les châtaigniers, les oliviers pour les arbres et le seigle et la pomme de terre pour la culture des terres. Enfin on élève quelques moutons pour la laine.
Des trois foires annuelles, celle qui a lieu le premier lundi du mois d'août (instaurée par une ordonnance royale en 1845) est une foire aux bêtes à laine et aux merrains de châtaigniers.
Au début du XXe siècle, Cabrespine est une commune importante où prospèrent de nombreux commerçants et artisans. On a compté à Cabrespine plus de 850 habitants en 1851. Mais l'industrialisation et les guerres entraînent la chute inexorable de la population. C'est le départ vers les villes du bas Languedoc ou vers Mazamet. Avant la guerre de 14-18, il ne reste plus que 600 habitants et ce chiffre diminuera encore.

## Politique et administration

### Découpage territorial
La commune de Cabrespine est membre de l'intercommunalité Carcassonne Agglo, un établissement public de coopération intercommunale (EPCI) à fiscalité propre créé le 21 décembre 2012 dont le siège est à Carcassonne. Ce dernier est par ailleurs membre d'autres groupements intercommunaux.
Sur le plan administratif, elle est rattachée à l'arrondissement de Carcassonne, au département de l'Aude, en tant que circonscription administrative de l'État, et à la région Occitanie.
Sur le plan électoral, elle dépend du canton du Haut-Minervois pour l'élection des conseillers départementaux, depuis le redécoupage cantonal de 2014 entré en vigueur en 2015, et de la première circonscription de l'Aude  pour les élections législatives, depuis le redécoupage électoral de 1986.

## Démographie
| 1793 | 1800 | 1806 | 1821 | 1831 | 1836 | 1841 | 1846 | 1851 |
| ---- | ---- | ---- | ---- | ---- | ---- | ---- | ---- | ---- |
| 808  | 858  | 928  | 943  | 871  | 932  | 929  | 900  | 852  |

| 1856 | 1861 | 1866 | 1872 | 1876 | 1881 | 1886 | 1891 | 1896 |
| ---- | ---- | ---- | ---- | ---- | ---- | ---- | ---- | ---- |
| 809  | 761  | 705  | 658  | 620  | 615  | 580  | 552  | 539  |

| 1901 | 1906 | 1911 | 1921 | 1926 | 1931 | 1936 | 1946 | 1954 |
| ---- | ---- | ---- | ---- | ---- | ---- | ---- | ---- | ---- |
| 536  | 510  | 472  | 354  | 359  | 379  | 330  | 285  | 232  |

| 1962 | 1968 | 1975 | 1982 | 1990 | 1999 | 2006 | 2007 | 2012 |
| ---- | ---- | ---- | ---- | ---- | ---- | ---- | ---- | ---- |
| 198  | 190  | 218  | 192  | 193  | 196  | 188  | 187  | 170  |

| 2017 | 2022 | - | - | - | - | - | - | - |
| ---- | ---- | - | - | - | - | - | - | - |
| 176  | 179  | - | - | - | - | - | - | - |

## Économie

### Revenus
En 2018, la commune compte 74 ménages fiscaux, regroupant 129 personnes. La médiane du revenu disponible par unité de consommation est de 17 290 € (19 240 € dans le département).

### Emploi
| Division       | 2008   | 2013   | 2018   |
| -------------- | ------ | ------ | ------ |
| Commune        | 13,5 % | 15,8 % | 27,6 % |
| Département    | 10,2 % | 12,8 % | 12,6 % |
| France entière | 8,3 %  | 10 %   | 10 %   |

En 2018, la population âgée de 15 à 64 ans s'élève à 96 personnes, parmi lesquelles on compte 76,5 % d'actifs (49 % ayant un emploi et 27,6 % de chômeurs) et 23,5 % d'inactifs,. Depuis 2008, le taux de chômage communal (au sens du recensement) des 15-64 ans est supérieur à celui de la France et du département.
La commune fait partie de la couronne de l'aire d'attraction de Carcassonne, du fait qu'au moins 15 % des actifs travaillent dans le pôle,. Elle compte 66 emplois en 2018, contre 50 en 2013 et 53 en 2008. Le nombre d'actifs ayant un emploi résidant dans la commune est de 49, soit un indicateur de concentration d'emploi de 135,4 % et un taux d'activité parmi les 15 ans ou plus de 52,7 %.
Sur ces 49 actifs de 15 ans ou plus ayant un emploi, 24 travaillent dans la commune, soit 48 % des habitants. Pour se rendre au travail, 62 % des habitants utilisent un véhicule personnel ou de fonction à quatre roues, 6 % les transports en commun, 20 % s'y rendent en deux-roues, à vélo ou à pied et 12 % n'ont pas besoin de transport (travail au domicile).

### Activités hors agriculture
12 établissements sont implantés  à Cabrespine au 31 décembre 2019.
Le secteur des autres activités de services est prépondérant sur la commune puisqu'il représente 25 % du nombre total d'établissements de la commune (3 sur les 12 entreprises implantées  à Cabrespine), contre 8,8 % au niveau départemental.

### Agriculture
|                                   | 1988 | 2000 | 2010 |
| --------------------------------- | ---- | ---- | ---- |
| Exploitations                     | 13   | 8    | 3    |
| Superficie agricole utilisée (ha) | 203  | 134  | 93   |

La commune fait partie de la petite région agricole dénommée « Région viticole ». En 2010, l'orientation technico-économique de l'agriculture  sur la commune est la polyculture et le polyélevage. Trois exploitations agricoles ayant leur siège dans la commune sont dénombrées lors du recensement agricole de 2010 (douze en 1988). La superficie agricole utilisée est de 93 ha.

## Culture locale et patrimoine

### Lieux et monuments

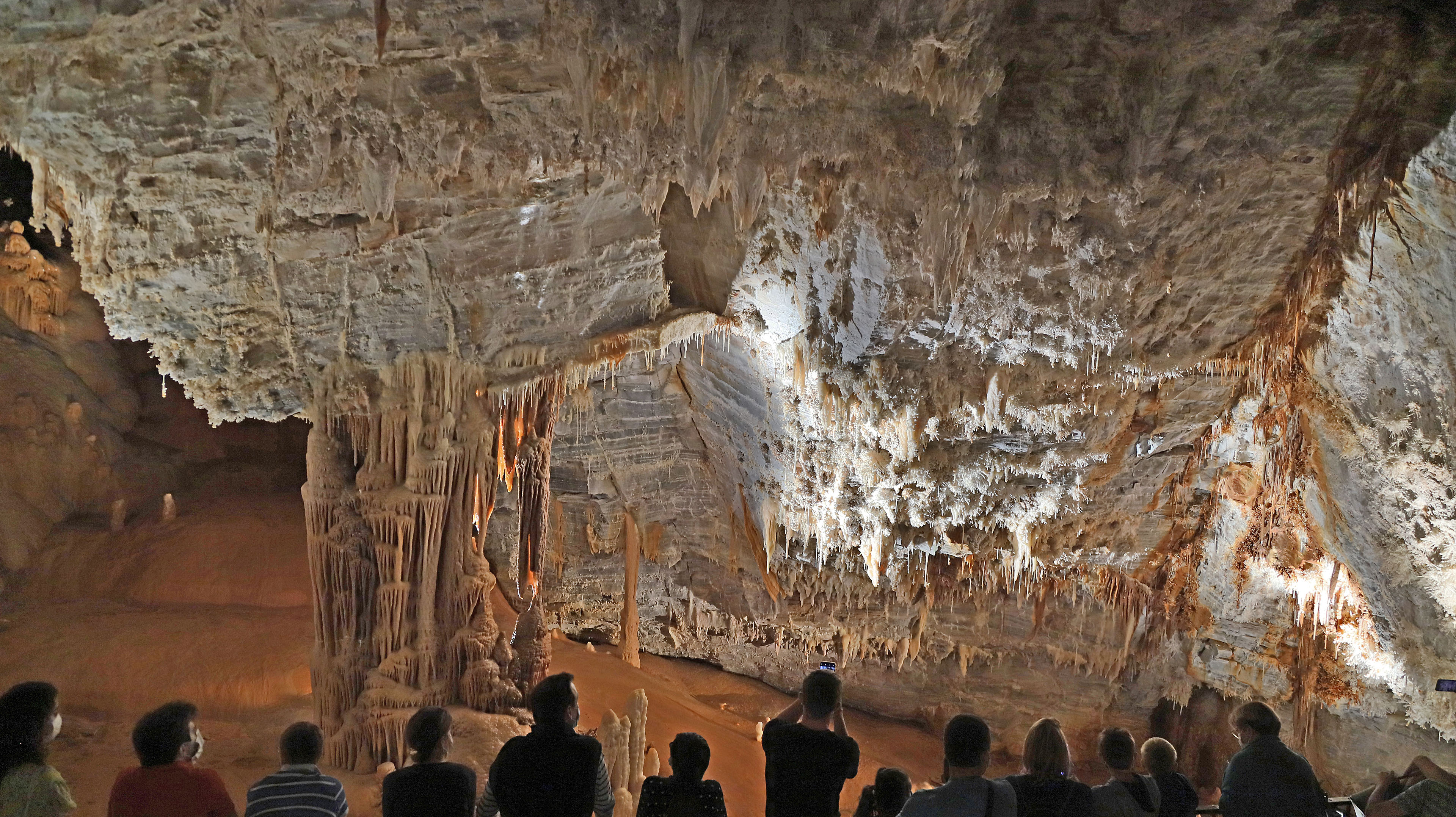
Le gouffre de Cabrespine.

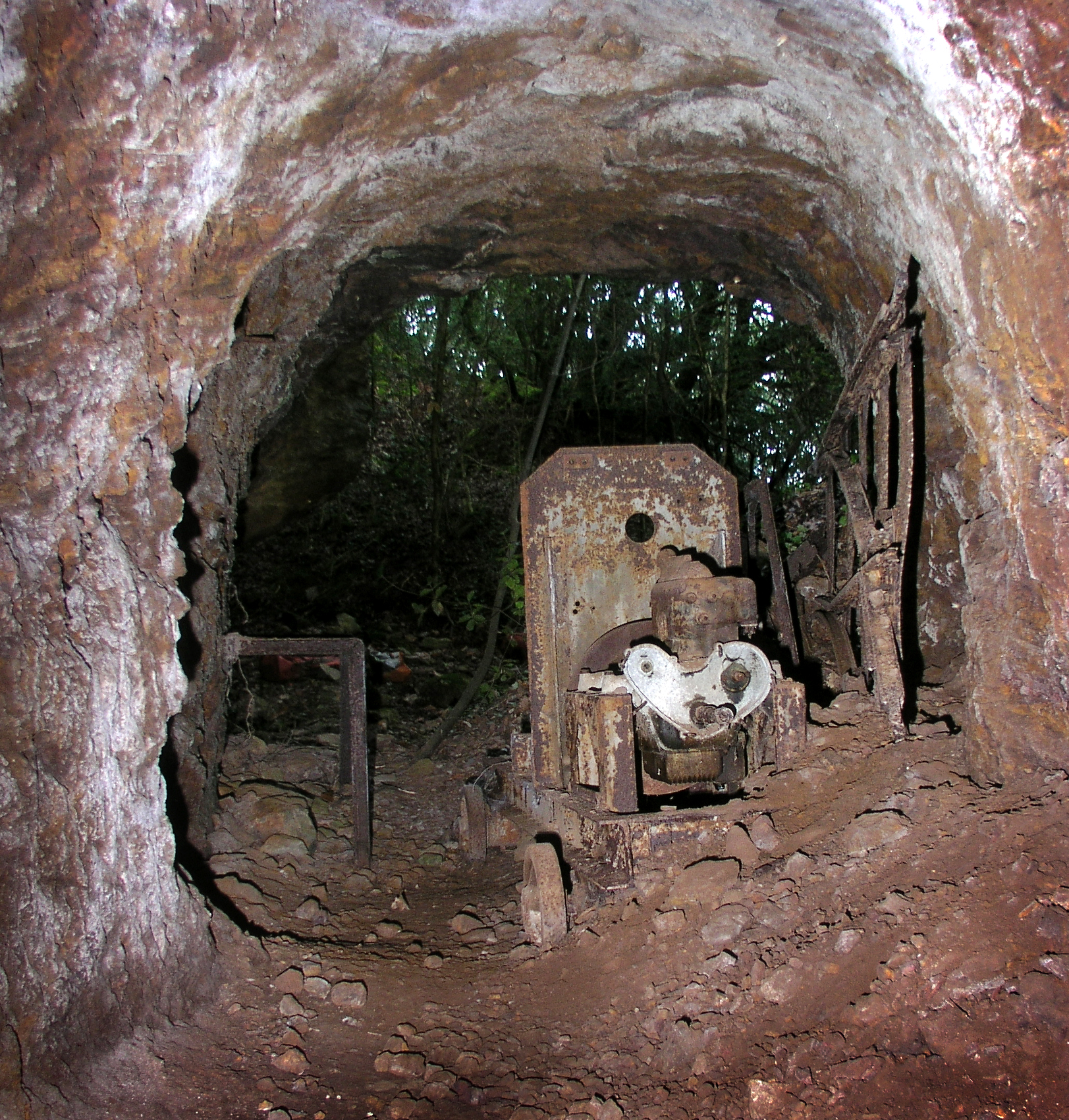
Galerie d'entrée d'une mine de fer.

- Église Saint-Pierre-ès-Liens de Cabrespine.
- Le gouffre de Cabrespine[45], également appelé cathédrale de cristal, une des plus grandes grottes du monde, aménagée pour le public depuis 1988.
- La croix de cimetière et la croix de chemin, déplacées dans l'église.
- Anciennes mines de fer.

### Personnalités liées à la commune
- Pierre Duhem, Paris 9 juin 1861, Cabrespine 14 septembre 1916. Audois par sa mère, Flamand par son père, Pierre Duhem professeur d'université s'est illustré dans l'histoire des sciences et de la physique. Il a écrit divers ouvrages pendant ses vacances à Cabrespine  tant et si bien qu'aux États-Unis une revue indique concernant Pierre Duhem University Of Cabrespine. Une rue de Cabrespine perpétue le nom de Pierre Duhem.
- Pierre Maguelon (1933-2010), acteur français, a une résidence secondaire à Cabrespine où il s'était retiré.
- Automne Pavia, médaillée olympique de judo.

### Héraldique
| Blason de Cabrespine | Blason  | De sinople à la billette d'or.                   |
| Blason de Cabrespine | Détails | Le statut officiel du blason reste à déterminer. |